# Piedra Blanca, Dominikanska republiken
Piedra Blanca är en kommun i Dominikanska republiken.   Den ligger i provinsen Monseñor Nouel, i den centrala delen av landet, 50 km nordväst om huvudstaden Santo Domingo. Antalet invånare i kommunen är cirka 21 000.
Terrängen runt Piedra Blanca är kuperad åt sydost, men åt nordväst är den platt. Närmaste större samhälle är Bonao, 14,1 km nordväst om Piedra Blanca. I omgivningarna runt Piedra Blanca växer i huvudsak städsegrön lövskog.